# 體脂肪率

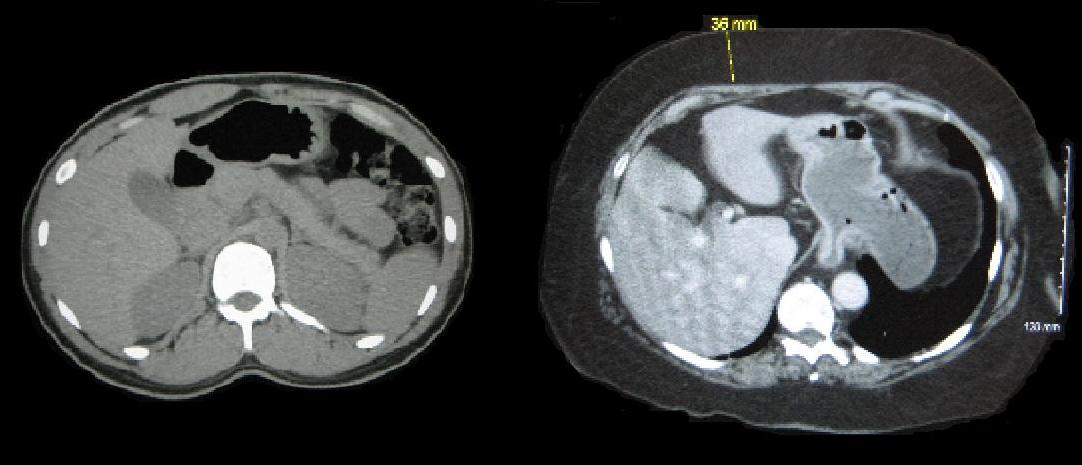
左侧是体重正常人的腹部CT。右侧是一名肥胖症患者的腹部CT，请注意其皮下脂肪厚度为3.6。

體脂肪率（body fat percentage）又稱体脂百分比、體脂率、体脂比，是将脂肪含量用其占总体重的百分比的形式表示，一般用於動物，但近年開始有在人體的應用。對於動物來說，體脂百分比的計算法是把動物體重中的“脂肪总质量”除以“身体总质量”，再乘以100%；此处身体脂肪包含：必需体脂（essential body fat）及 贮积体脂（storage body fat）。
必需體脂，就是身體要維持生命及繁殖所需的脂肪。一般而言，女性的必需體脂比例會比男性為高，因為需要生育、餵哺及其他由激素調節的身體機能。對於男性，必需體脂一般佔體重的2～5%，而女性約為10～13%。貯積體脂，由脂肪組織內所累積的脂肪組成，其部分位於胸腔及腹部，用以保護身體的內臟。一般來說，最小的建議總體脂百分比都會比身體的必需體脂比例高。直接測量體脂百分比具有一定的難度，所以現時網上一般的方法，都是透過對人的性別及體重資料作出評估。

## 標準值

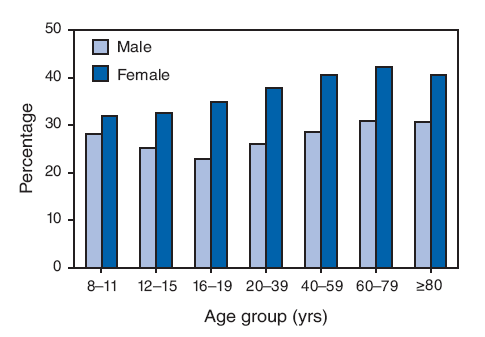
1999-2004年美国人口体脂率中位数，依性别及年龄段分组。可见20岁以上年龄组，体脂率中位数已为肥胖。

以华人而言，男性体脂≥20%，女性≥30%为肥胖诊断切割点；以西方人种而言，男性体脂≥25%，女性≥32%是诊断为肥胖的标准。
西方成人体脂百分比可通过以下公式用BMI（凱特萊指数，身体质量指数）的数值进行计算：
成人体脂％ = {\displaystyle (1.2\times BMI)+(0.23\times } 年龄 {\displaystyle )-(10.8\times } 性别{\displaystyle )-5.4}
其中男性性别取值为1，女性取值为0。
该公式的优点是考虑到：
- 具有相等BMI男性和女性，前者体脂含量比后者低10%。
- 即使体重仍维持在相同的水平，随着年龄的增长，其体脂百分比也有所增长。[5]

## 測量
雖然要直接測量體脂百分比具有一定的難度，但也不是完全沒有辦法的。
其中最为精确但较为昂贵的方法是：测量患者在水下的体重，即静压称量。其他较为简单但精确度稍差的方法是：测量皮褶厚度，也即测定特定部位皮下脂肪的厚度。另一个方法是测量生物电阻抗，但该方法由于仅测量双脚间，或双手及双脚间的生物电阻抗，且仪器内建程式与精度不同，所以并不被一些机构推荐为替代 BMI 的方法；此种“体脂仪”仅在相同条件下用于自我比较为宜。
还有其他仅限于研究用的测量体脂的方法，比如CT扫描、磁共振成像（MRI）以及双能X线吸收仪（DEXA）。但由于仪器本身对患者体重和腰围（比如 CT 和 MRI）有一定的要求，因而限制了其在重度肥胖患者中的使用。

## 降低體脂肪
降低体脂肪比率方法：
1. 通過有氧运动減少脂肪。
2. 通過重量訓練增加肌肉量，充足的肌肉所燃燒的脂肪比長時間有氧運動更強大。
3. 减少摄入热量，自然消耗体脂肪方法，一般是节食，节食方法需要坚持较长时间，对身体和意志力都是考验。

但過度節食是對身體最差的減肥方法，既無法攝取人體該有的營養，又讓身體慢慢變壞，導致身體缺乏水分，皮膚粗糙，甚至掉髮等等，而且節食的後果非常可怕，人無法一輩子都不吃或吃那麼少，所以一旦恢復正常飲食後，體重、體態以及脂肪會比節食減肥還胖，稱為溜溜球效應。

## 參看
- 脂肪組織
- 體脂儀
- 身高體重指數（BMI）
- 生物电阻抗分析（英语：Bioelectrical impedance analysis）

## 外部連結
- A Guide to Body Fat Percentage （页面存档备份，存于）
- Gallagher D, Heymsfield S, Heo M, Jebb S, Murgatroyd P, Sakamoto Y. . Am J Clin Nutr. 2000, 72 (3): 694–701. PMID 10966886.
- Body Composition （页面存档备份，存于）
- Body Fat Measurement Methods （页面存档备份，存于）
- Yuhasz Skinfold Test （页面存档备份，存于）
- Skinfold Measurement Sites （页面存档备份，存于）
- Fat Caliper Measurement Sites （页面存档备份，存于）
- Bodyfat calculators （页面存档备份，存于）
- Simple Male/Female Body Fat Calculator （页面存档备份，存于）
- A Free Online Body Fat Calculator